# Blanje
Blanje falu Horvátországban, Eszék-Baranya megyében. Közigazgatásilag Villyóhoz tartozik.

## Fekvése
Eszéktől légvonalban 49, közúton 59 km-re északnyugatra, Nekcsétől légvonalban 25, közúton 39 km-re északra, községközpontjától légvonalban 4, közúton 5 km-re délre, a Szlavóniai-síkságon, a Karasica bal partján, Kapelna és Ivanovo között fekszik.

## Története
A 19. század elején mezőgazdasági majorként keletkezett Villyó déli, azonos nevű határrészén, a Karasica bal partján. Első lakói a szomszédos Kapelnáról betelepült szerbek voltak. 1991-ben lakosságának 89%-a szerb, 6%-a horvát, 5%-a jugoszláv nemzetiségű volt. 2011-ben a falunak 43 lakosa volt. A falu 17 házból áll, gazdálkodók és a mezőgazdasági termelők lakják.

## Lakossága
| Lakosság változása | Lakosság változása | Lakosság változása | Lakosság változása | Lakosság változása | Lakosság változása | Lakosság változása | Lakosság változása | Lakosság változása | Lakosság változása | Lakosság változása | Lakosság változása | Lakosság változása | Lakosság változása | Lakosság változása | Lakosság változása |
| ------------------ | ------------------ | ------------------ | ------------------ | ------------------ | ------------------ | ------------------ | ------------------ | ------------------ | ------------------ | ------------------ | ------------------ | ------------------ | ------------------ | ------------------ | ------------------ |
| 1857               | 1869               | 1880               | 1890               | 1900               | 1910               | 1921               | 1931               | 1948               | 1953               | 1961               | 1971               | 1981               | 1991               | 2001               | 2011               |
| 0                  | 0                  | 0                  | 0                  | 0                  | 0                  | 0                  | 0                  | 149                | 154                | 153                | 96                 | 78                 | 85                 | 69                 | 43                 |

(1961-ig településrészként, 1971-től önálló településként.)

## Nevezetességei
A falu határában található a Blanje-tó. A tó patkó alakú, 3,5 ha nagyságú, és mindkét oldalán a Karasica folyóhoz kapcsolódik. A tópart mentén fűzfák, tölgyek, juharfák nőnek, amelyek kellemes árnyékot jelentenek a horgászok és a túrázók számára. Maga a tó két részből áll, Karašica veszi körül. A tó mindenféle halban gazdag, főbb halfajták a ponty, a harcsa, a csuka és az amur. A tó melletti 2 hektáros rét, szépen kaszált füvével egy angol golfpályára emlékeztet. A komplexum tetővel fedett résszel rendelkezik, asztalokkal és padokkal pihenésre és étkezésre. A halászkunyhóban minimális díj ellenében lehet főzni és grillezni.